# Interlands Israëlisch voetbalelftal 1970-1979
Deze pagina toont een chronologisch en gedetailleerd overzicht van de interlands die het Israëlisch voetbalelftal heeft gespeeld in de periode 1970 – 1979.

## Interlands

### 1970
|                                                                         |        |       |          |                                                                                      |
| 14 januari Vriendschappelijk № 111 «onderlinge duels» 16:15 uur (UTC+2) | Israël | 0 – 1 | Roemenië | Bloomfieldstadion, Tel Aviv Toeschouwers: 16.000 Scheidsrechter: Naftali Eitan (ISR) |
| 14 januari Vriendschappelijk № 111 «onderlinge duels» 16:15 uur (UTC+2) |        | ?     |          | Bloomfieldstadion, Tel Aviv Toeschouwers: 16.000 Scheidsrechter: Naftali Eitan (ISR) |

|                                                                         |                 |       |          |                                                                                       |
| 20 januari Vriendschappelijk № 112 «onderlinge duels» 16:45 uur (UTC+2) | Israël          | 1 – 2 | Roemenië | Bloomfieldstadion, Tel Aviv Toeschouwers: 2.000 Scheidsrechter: Shmuel Handwerg (ISR) |
| 20 januari Vriendschappelijk № 112 «onderlinge duels» 16:45 uur (UTC+2) | Itzhak Shum 34' |       | ?        | Bloomfieldstadion, Tel Aviv Toeschouwers: 2.000 Scheidsrechter: Shmuel Handwerg (ISR) |

|                                                                         |        |                  |           |                                                                                         |
| 28 januari Vriendschappelijk № 113 «onderlinge duels» 16:45 uur (UTC+2) | Israël | 0 – 1            | Nederland | Bloomfieldstadion, Tel Aviv Toeschouwers: 17.000 Scheidsrechter: Andrei Rădulescu (ROU) |
| 28 januari Vriendschappelijk № 113 «onderlinge duels» 16:45 uur (UTC+2) |        | 5' Willy Brokamp |           | Bloomfieldstadion, Tel Aviv Toeschouwers: 17.000 Scheidsrechter: Andrei Rădulescu (ROU) |

|                                                     |                     |       | |                                                                                               |
| 22 maart Vriendschappelijk № 114 «onderlinge duels» | Ethiopië            | 1 – 5 | Israël | Addis Ababa Stadion, Addis Abeba Toeschouwers: 15.231 Scheidsrechter: Tesfaye Gebreysus (ETH) |
| 22 maart Vriendschappelijk № 114 «onderlinge duels» | Tesfaye Tewolde 89' |       | 15' Yehoshua Feigenboim 30' Yehoshua Feigenboim 43' Mordechai Spiegler 71' Mordechai Spiegler 82' Yehoshua Feigenboim | Addis Ababa Stadion, Addis Abeba Toeschouwers: 15.231 Scheidsrechter: Tesfaye Gebreysus (ETH) |

| Wereldkampioenschap voetbal 1970 |
| -------------------------------- |

|                                                                   |                                  |       |        |                                                                                      |
| 2 juni WK 1970 Groep B № 115 «onderlinge duels» 16:00 uur (UTC−6) | Uruguay                          | 2 – 0 | Israël | Estadio Cuauhtémoc, Puebla Toeschouwers: 20.654 Scheidsrechter: Bobby Davidson (SCO) |
| 2 juni WK 1970 Groep B № 115 «onderlinge duels» 16:00 uur (UTC−6) | Ildo Maneiro 23' Juan Mujica 50' |       |        | Estadio Cuauhtémoc, Puebla Toeschouwers: 20.654 Scheidsrechter: Bobby Davidson (SCO) |

|                                                                   |                  |       |                        |                                                                                      |
| 7 juni WK 1970 Groep B № 116 «onderlinge duels» 12:00 uur (UTC−6) | Zweden           | 1 – 1 | Israël                 | Estadio Luis Dosal, Toluca Toeschouwers: 9.624 Scheidsrechter: Seyoum Tarekegn (ETH) |
| 7 juni WK 1970 Groep B № 116 «onderlinge duels» 12:00 uur (UTC−6) | Tom Turesson 53' |       | 56' Mordechai Spiegler | Estadio Luis Dosal, Toluca Toeschouwers: 9.624 Scheidsrechter: Seyoum Tarekegn (ETH) |

|                                                                    |        |       |        |                                                                                       |
| 11 juni WK 1970 Groep B № 117 «onderlinge duels» 16:00 uur (UTC−6) | Italië | 0 – 0 | Israël | Estadio Luis Dosal, Toluca Toeschouwers: 9.890 Scheidsrechter: Aírton de Moraes (BRA) |
| 11 juni WK 1970 Groep B № 117 «onderlinge duels» 16:00 uur (UTC−6) |        |       |        | Estadio Luis Dosal, Toluca Toeschouwers: 9.890 Scheidsrechter: Aírton de Moraes (BRA) |

|  |  |  |  |  |  |  |  |  |

|                                                                          |        |                  |           |                                                                                          |
| 10 november Vriendschappelijk № 118 «onderlinge duels» 14:30 uur (UTC+2) | Israël | 0 – 1            | Australië | Ramat Ganstadion, Ramat Gan Toeschouwers: 20.000 Scheidsrechter: Menahem Ashkenazi (ISR) |
| 10 november Vriendschappelijk № 118 «onderlinge duels» 14:30 uur (UTC+2) |        | 50' Ray Richards |           | Ramat Ganstadion, Ramat Gan Toeschouwers: 20.000 Scheidsrechter: Menahem Ashkenazi (ISR) |

### 1971
|                                                                          |        |       |        |                                                                                           |
| 17 februari Vriendschappelijk № 119 «onderlinge duels» 15:00 uur (UTC+1) | Italië | 2 – 0 | Israël | Stadio della Vittoria, Bari Toeschouwers: 13.298 Scheidsrechter: Josip-Drago Horvat (YUG) |
| 17 februari Vriendschappelijk № 119 «onderlinge duels» 15:00 uur (UTC+1) | ?      |       |        | Stadio della Vittoria, Bari Toeschouwers: 13.298 Scheidsrechter: Josip-Drago Horvat (YUG) |

|                                                     |                                          |       |                |                                                                                    |
| 12 maart Vriendschappelijk № 120 «onderlinge duels» | Israël                                   | 2 – 1 | Zweden         | Bloomfieldstadion, Tel Aviv Toeschouwers: 14.000 Scheidsrechter: Karl Göppel (SUI) |
| 12 maart Vriendschappelijk № 120 «onderlinge duels» | Yehoshua Feigenboim 2' Giora Spiegel 10' |       | 88' Ove Eklund | Bloomfieldstadion, Tel Aviv Toeschouwers: 14.000 Scheidsrechter: Karl Göppel (SUI) |

|                                                                           |                                  |       |                                         |                                                                              |
| 11 november Vriendschappelijk № 121 «onderlinge duels» 20:00 uur (UTC+11) | Australië                        | 2 – 2 | Israël                                  | Lang Park, Brisbane Toeschouwers: 5.040 Scheidsrechter: Vince Dobinson (AUS) |
| 11 november Vriendschappelijk № 121 «onderlinge duels» 20:00 uur (UTC+11) | Max Tolson 19' Adrian Alston 72' |       | 12' George Borba 64' Mordechai Spiegler | Lang Park, Brisbane Toeschouwers: 5.040 Scheidsrechter: Vince Dobinson (AUS) |

|                                                                           |                  |       |        |                                                                                       |
| 14 november Vriendschappelijk № 122 «onderlinge duels» 16:00 uur (UTC+11) | Australië        | 1 – 0 | Israël | Sydney Sports Ground, Sydney Toeschouwers: 13.353 Scheidsrechter: Tony Bosković (AUS) |
| 14 november Vriendschappelijk № 122 «onderlinge duels» 16:00 uur (UTC+11) | Alan Ainslie 12' |       |        | Sydney Sports Ground, Sydney Toeschouwers: 13.353 Scheidsrechter: Tony Bosković (AUS) |

|                                                                           |                |       |                                                             |                                                                              |
| 21 november Vriendschappelijk № 123 «onderlinge duels» 15:00 uur (UTC+11) | Australië      | 1 – 3 | Israël                                                      | Olympic Park, Melbourne Toeschouwers: 9.639 Scheidsrechter: Roger Lamb (AUS) |
| 21 november Vriendschappelijk № 123 «onderlinge duels» 15:00 uur (UTC+11) | Ray Baartz 86' |       | 15' Zvi Rozen 47' Yehuda Shaharabani 84' Yehuda Shaharabani | Olympic Park, Melbourne Toeschouwers: 9.639 Scheidsrechter: Roger Lamb (AUS) |

### 1972
|                                                        |                         |       |                       |                                                                                      |
| 23 februari Vriendschappelijk № 346 «onderlinge duels» | Israël                  | 2 – 1 | Noorwegen             | Bloomfieldstadion, Tel Aviv Toeschouwers: 12.000 Scheidsrechter: Anton Bucheli (SUI) |
| 23 februari Vriendschappelijk № 346 «onderlinge duels» | Nur Bar 32' Nur Bar 73' |       | 29' Tor Egil Johansen | Bloomfieldstadion, Tel Aviv Toeschouwers: 12.000 Scheidsrechter: Anton Bucheli (SUI) |

|                                                                      |        |       |        |                                                                                      |
| 1 maart Vriendschappelijk № 125 «onderlinge duels» 18:30 uur (UTC+2) | Israël | 0 – 1 | Italië | Bloomfieldstadion, Tel Aviv Toeschouwers: 17.545 Scheidsrechter: Anton Bucheli (SUI) |
| 1 maart Vriendschappelijk № 125 «onderlinge duels» 18:30 uur (UTC+2) |        | ?     |        | Bloomfieldstadion, Tel Aviv Toeschouwers: 17.545 Scheidsrechter: Anton Bucheli (SUI) |

|                                                            |        |                                                |        |                                                                                             |
| 22 maart Olympisch kwalificatietoernooi voetbal 1972 № 126 | Ceylon | 0 – 3                                          | Israël | Bogyoke Aung Sanstadion, Yangon Toeschouwers: 50.000 Scheidsrechter: Fernando Álvarez (PHI) |
| 22 maart Olympisch kwalificatietoernooi voetbal 1972 № 126 |        | 12' Roni Kalderon 52' Nur Bar 70' George Borba |        | Bogyoke Aung Sanstadion, Yangon Toeschouwers: 50.000 Scheidsrechter: Fernando Álvarez (PHI) |

|                                                            |       |                        |        |                                                                                         |
| 28 maart Olympisch kwalificatietoernooi voetbal 1972 № 127 | India | 0 – 1                  | Israël | Bogyoke Aung Sanstadion, Yangon Toeschouwers: 60.000 Scheidsrechter: Aing Kim Ean (CAM) |
| 28 maart Olympisch kwalificatietoernooi voetbal 1972 № 127 |       | 50' Mordechai Spiegler |        | Bogyoke Aung Sanstadion, Yangon Toeschouwers: 60.000 Scheidsrechter: Aing Kim Ean (CAM) |

|                                                                               |           |                    |        |                                                                                                   |
| 30 maart Olympisch kwalificatietoernooi voetbal 1972 № 128 «onderlinge duels» | Indonesië | 0 – 1              | Israël | Bogyoke Aung Sanstadion, Yangon Toeschouwers: 40.000 Scheidsrechter: Harpajan Singh Dhillon (SIN) |
| 30 maart Olympisch kwalificatietoernooi voetbal 1972 № 128 «onderlinge duels» |           | 47' Victor Sarussi |        | Bogyoke Aung Sanstadion, Yangon Toeschouwers: 40.000 Scheidsrechter: Harpajan Singh Dhillon (SIN) |

|                                                                              |          |                                |        |                                                                                             |
| 1 april Olympisch kwalificatietoernooi voetbal 1972 № 129 «onderlinge duels» | Thailand | 0 – 0 (n.v.) Strafschoppen 4–2 | Israël | Bogyoke Aung Sanstadion, Yangon Toeschouwers: 60.000 Scheidsrechter: Fernando Álvarez (PHI) |
| 1 april Olympisch kwalificatietoernooi voetbal 1972 № 129 «onderlinge duels» |          |                                |        | Bogyoke Aung Sanstadion, Yangon Toeschouwers: 60.000 Scheidsrechter: Fernando Álvarez (PHI) |

### 1973
|                                                                          |                 |       |                   |                                                                                      |
| 20 februari Vriendschappelijk № 130 «onderlinge duels» 20:00 uur (UTC+2) | Israël          | 1 – 1 | Argentinië        | Bloomfieldstadion, Tel Aviv Toeschouwers: 22.000 Scheidsrechter: Naftali Eitan (ISR) |
| 20 februari Vriendschappelijk № 130 «onderlinge duels» 20:00 uur (UTC+2) | Itzhak Shum 31' |       | 36' Ramon Heredia | Bloomfieldstadion, Tel Aviv Toeschouwers: 22.000 Scheidsrechter: Naftali Eitan (ISR) |

|                                                                        |                                |       |                      |                                                                             |
| 16 mei WK 1974 kwalificatie № 131 «onderlinge duels» 19:45 uur (UTC+9) | Israël                         | 2 – 1 | Japan                | Seoulstadion, Seoel Toeschouwers: 4.091 Scheidsrechter: Tony Bosković (AUS) |
| 16 mei WK 1974 kwalificatie № 131 «onderlinge duels» 19:45 uur (UTC+9) | Moshe Onana 5' Moshe Onana 61' |       | 28' Shusaku Hirasawa | Seoulstadion, Seoel Toeschouwers: 4.091 Scheidsrechter: Tony Bosković (AUS) |

|                                                      |                                                 |       |          |                                                                            |
| 19 mei WK 1974 kwalificatie № 132 «onderlinge duels» | Zuid-Korea                                      | 3 – 0 | Maleisië | Seoulstadion, Seoel Toeschouwers: 6.352 Scheidsrechter: Aing Kim Ean (CAM) |
| 19 mei WK 1974 kwalificatie № 132 «onderlinge duels» | Zvi Farkash 50' Itzhak Shum 62' Moshe Onana 82' |       |          | Seoulstadion, Seoel Toeschouwers: 6.352 Scheidsrechter: Aing Kim Ean (CAM) |

|                                                      | |       |          |                                                                                      |
| 21 mei WK 1974 kwalificatie № 133 «onderlinge duels» | Israël | 6 – 0 | Thailand | Seoulstadion, Seoel Toeschouwers: 5.554 Scheidsrechter: Harpajan Singh Dhillon (SIN) |
| 21 mei WK 1974 kwalificatie № 133 «onderlinge duels» | George Borba 12' Mordechai Spiegler 62' Itzhak Shum 69' Zvi Rozen 73' Moshe Onana 78' Zvi Rozen 84' (pen.) |       |          | Seoulstadion, Seoel Toeschouwers: 5.554 Scheidsrechter: Harpajan Singh Dhillon (SIN) |

|                                                      |            |       |        |                                                                          |
| 23 mei WK 1974 kwalificatie № 134 «onderlinge duels» | Zuid-Korea | 0 – 0 | Israël | Seoulstadion, Seoel Toeschouwers: 6.222 Scheidsrechter: U Tin Thut (BIR) |
| 23 mei WK 1974 kwalificatie № 134 «onderlinge duels» |            |       |        | Seoulstadion, Seoel Toeschouwers: 6.222 Scheidsrechter: U Tin Thut (BIR) |

|                                                                        |                 |              |       |                                                                                      |
| 26 mei WK 1974 kwalificatie № 135 «onderlinge duels» 16:45 uur (UTC+9) | Israël          | 1 – 0 (n.v.) | Japan | Seoulstadion, Seoel Toeschouwers: 6.008 Scheidsrechter: Harpajan Singh Dhillon (SIN) |
| 26 mei WK 1974 kwalificatie № 135 «onderlinge duels» 16:45 uur (UTC+9) | Moshe Onana 96' |              |       | Seoulstadion, Seoel Toeschouwers: 6.008 Scheidsrechter: Harpajan Singh Dhillon (SIN) |

|                                                      |                   |              |        |                                                                          |
| 28 mei WK 1974 kwalificatie № 136 «onderlinge duels» | Zuid-Korea        | 1 – 0 (n.v.) | Israël | Seoulstadion, Seoel Toeschouwers: 6.213 Scheidsrechter: U Tin Thut (BIR) |
| 28 mei WK 1974 kwalificatie № 136 «onderlinge duels» | Hon Joo-wook 109' |              |        | Seoulstadion, Seoel Toeschouwers: 6.213 Scheidsrechter: U Tin Thut (BIR) |

|                                                                      |                  |       |                                     |                                                                                    |
| 19 juli Vriendschappelijk № 137 «onderlinge duels» 18:30 uur (UTC+2) | Israël           | 1 – 2 | Uruguay                             | Ramat Ganstadion, Ramat Gan Toeschouwers: 40.000 Scheidsrechter: Jack Taylor (ENG) |
| 19 juli Vriendschappelijk № 137 «onderlinge duels» 18:30 uur (UTC+2) | Gideon Damti 49' |       | 28' Denis Milar 74' Fernando Morena | Ramat Ganstadion, Ramat Gan Toeschouwers: 40.000 Scheidsrechter: Jack Taylor (ENG) |

|                                                                          |                                                |       |                  |                                                                                         |
| 13 november Vriendschappelijk № 138 «onderlinge duels» 17:15 uur (UTC+2) | Israël                                         | 3 – 1 | Verenigde Staten | Bloomfieldstadion, Tel Aviv Toeschouwers: 5.000 Scheidsrechter: Menahem Ashkenazi (ISR) |
| 13 november Vriendschappelijk № 138 «onderlinge duels» 17:15 uur (UTC+2) | Vicky Peretz 9' Zvi Rosen 41' Iztak Macmel 46' |       | 13' Willy Roy    | Bloomfieldstadion, Tel Aviv Toeschouwers: 5.000 Scheidsrechter: Menahem Ashkenazi (ISR) |

|                                                                          |                                   |       |                  |                                                                                         |
| 15 november Vriendschappelijk № 139 «onderlinge duels» 14:45 uur (UTC+2) | Israël                            | 2 – 0 | Verenigde Staten | Vasermilstadion, Beër Sjeva Toeschouwers: 2.500 Scheidsrechter: Yosef Finkelstein (ISR) |
| 15 november Vriendschappelijk № 139 «onderlinge duels» 14:45 uur (UTC+2) | Gideon Damti 12' Vicky Peretz 15' |       |                  | Vasermilstadion, Beër Sjeva Toeschouwers: 2.500 Scheidsrechter: Yosef Finkelstein (ISR) |

### 1974
|                                                                     |                                                 |       |                  |                                                                                    |
| 28 mei Vriendschappelijk № 140 «onderlinge duels» 19:00 uur (UTC+3) | Israël                                          | 2 – 1 | Australië        | Bloomfieldstadion, Tel Aviv Toeschouwers: 14.000 Scheidsrechter: Jean Dubach (SUI) |
| 28 mei Vriendschappelijk № 140 «onderlinge duels» 19:00 uur (UTC+3) | Yehoshua Feygenbaum 58' Yehoshua Feygenbaum 88' |       | 90' Jimmy Mackay | Bloomfieldstadion, Tel Aviv Toeschouwers: 14.000 Scheidsrechter: Jean Dubach (SUI) |

| Aziatische Spelen 1974 |
| ---------------------- |

|                                                                                   | |       |                                                     |                                                                                |
| 3 september Azië Games 1974 Groep C № 141 «onderlinge duels» 18:30 uur (UTC+3:30) | Israël | 8 – 3 | Maleisië                                            | Aryamehrstadion, Teheran Toeschouwers: 5.000 Scheidsrechter: Kim Joo-Won (KOR) |
| 3 september Azië Games 1974 Groep C № 141 «onderlinge duels» 18:30 uur (UTC+3:30) | Moshe Onana 4' Shalom Schwartz 9' Moshe Onana 17' Yehoshua Feigenbaum 39' Gidi Damti 47' Gidi Damti 66' Yoel Massuari 75' Gidi Damti 89' |       | 60' (pen.) Wan Zawawi 74' Syed Ahmad 83' Syed Ahmad | Aryamehrstadion, Teheran Toeschouwers: 5.000 Scheidsrechter: Kim Joo-Won (KOR) |

|                                                                                   | |       |            |                                                                                  |
| 5 september Azië Games 1974 Groep C № 142 «onderlinge duels» 16:30 uur (UTC+3:30) | Israël | 6 – 0 | Filipijnen | Aryamehrstadion, Teheran Toeschouwers: 60.000 Scheidsrechter: Reza Heidary (IRN) |
| 5 september Azië Games 1974 Groep C № 142 «onderlinge duels» 16:30 uur (UTC+3:30) | Moshe Schweitzer 16' Gidi Damti 24' Itzhak Shum 31' Moshe Onana 41' Moshe Schweitzer 42' Yehoshua Feigenbaum 90' |       |            | Aryamehrstadion, Teheran Toeschouwers: 60.000 Scheidsrechter: Reza Heidary (IRN) |

|                                                                                   |                                                                |       |       |                                                                                  |
| 7 september Azië Games 1974 Groep C № 143 «onderlinge duels» 18:50 uur (UTC+3:30) | Israël                                                         | 3 – 0 | Japan | Aryamehrstadion, Teheran Toeschouwers: 30.000 Scheidsrechter: Reza Heidary (IRN) |
| 7 september Azië Games 1974 Groep C № 143 «onderlinge duels» 18:50 uur (UTC+3:30) | Yehoshua Feigenbaum 55' Yehoshua Feigenbaum 63' Gidi Damti 86' |       |       | Aryamehrstadion, Teheran Toeschouwers: 30.000 Scheidsrechter: Reza Heidary (IRN) |

|                                                                                         |       |                                                             |        |                                                                                  |
| 10 september Azië Games 1974 Tweede ronde № 144 «onderlinge duels» 20:30 uur (UTC+3:30) | Birma | 0 – 3                                                       | Israël | Aryamehrstadion, Teheran Toeschouwers: 10.000 Scheidsrechter: Jafar Namdar (IRN) |
| 10 september Azië Games 1974 Tweede ronde № 144 «onderlinge duels» 20:30 uur (UTC+3:30) |       | 28' Yehoshua Feigenbaum 50' Moshe Schweitzer 88' Gidi Damti |        | Aryamehrstadion, Teheran Toeschouwers: 10.000 Scheidsrechter: Jafar Namdar (IRN) |

|                                                                                   |                        |       |        |                                                                                    |
| 15 september Azië Games 1974 Finale № 145 «onderlinge duels» 20:00 uur (UTC+3:30) | Iran                   | 1 – 0 | Israël | Aryamehrstadion, Teheran Toeschouwers: 100.000 Scheidsrechter: Mohammed Azam (IND) |
| 15 september Azië Games 1974 Finale № 145 «onderlinge duels» 20:00 uur (UTC+3:30) | Itzhak Shum 29' (e.d.) |       |        | Aryamehrstadion, Teheran Toeschouwers: 100.000 Scheidsrechter: Mohammed Azam (IND) |

|  |  |  |  |  |  |  |  |  |

|                                                                         |        |                  |          |                                                                                   |
| 4 december Vriendschappelijk № 146 «onderlinge duels» 17:30 uur (UTC+2) | Israël | 0 – 1            | Roemenië | Bloomfieldstadion, Tel Aviv Toeschouwers: 7.000 Scheidsrechter: Frans Derks (NED) |
| 4 december Vriendschappelijk № 146 «onderlinge duels» 17:30 uur (UTC+2) |        | 80' Ştefan Sameş |          | Bloomfieldstadion, Tel Aviv Toeschouwers: 7.000 Scheidsrechter: Frans Derks (NED) |

### 1975
|                                                                        |                                                                         |       |                  |                                                                                       |
| 6 januari Vriendschappelijk № 147 «onderlinge duels» 19:00 uur (UTC+2) | Israël                                                                  | 3 – 0 | Verenigde Staten | Bloomfieldstadion, Tel Aviv Toeschouwers: 6.000 Scheidsrechter: Shmuel Handwerg (ISR) |
| 6 januari Vriendschappelijk № 147 «onderlinge duels» 19:00 uur (UTC+2) | Yehoshua Feigenboim 31' Yehoshua Feigenboim 75' Yehoshua Feigenboim 88' |       |                  | Bloomfieldstadion, Tel Aviv Toeschouwers: 6.000 Scheidsrechter: Shmuel Handwerg (ISR) |

|                                                                         |                         |       |                  |                                                                                              |
| 15 januari Vriendschappelijk № 148 «onderlinge duels» 14:30 uur (UTC+2) | Israël                  | 1 – 0 | Verenigde Staten | Beet She'an-Stadion, Beet She'an Toeschouwers: 3.500 Scheidsrechter: Yosef Finkelstein (ISR) |
| 15 januari Vriendschappelijk № 148 «onderlinge duels» 14:30 uur (UTC+2) | Elimelech Leventhal 70' |       |                  | Beet She'an-Stadion, Beet She'an Toeschouwers: 3.500 Scheidsrechter: Yosef Finkelstein (ISR) |

|                                                   |                  | |        |                                                      |
| 8 juni Vriendschappelijk № 149 «onderlinge duels» | Verenigde Staten | 0 – 5                                                                                                | Israël | Alumni Memorial Field, Lexington Toeschouwers: 4.500 |
| 8 juni Vriendschappelijk № 149 «onderlinge duels» |                  | 5' Yehoshua Feigenboim 36' Shalom Schwartz 41' Moshe Schweitzer 43' (pen.) Zvi Rozen 57' Itzhak Shum |        | Alumni Memorial Field, Lexington Toeschouwers: 4.500 |

|                                                                         |                      |       |        |                                                                                          |
| 20 oktober Vriendschappelijk № 150 «onderlinge duels» 18:30 uur (UTC+2) | Israël               | 1 – 0 | Mexico | Bloomfieldstadion, Tel Aviv Toeschouwers: 14.000 Scheidsrechter: Constantin Petrea (ROU) |
| 20 oktober Vriendschappelijk № 150 «onderlinge duels» 18:30 uur (UTC+2) | Moshe Schweitzer 51' |       |        | Bloomfieldstadion, Tel Aviv Toeschouwers: 14.000 Scheidsrechter: Constantin Petrea (ROU) |

### 1976
|                                                                         |        |                   |            |                                                                                           |
| 4 februari Vriendschappelijk № 151 «onderlinge duels» 17:00 uur (UTC+2) | Israël | 0 – 1             | Denemarken | Bloomfieldstadion, Tel Aviv Toeschouwers: 7.000 Scheidsrechter: Gianfranco Menegali (ITA) |
| 4 februari Vriendschappelijk № 151 «onderlinge duels» 17:00 uur (UTC+2) |        | 68' Mogens Hansen |            | Bloomfieldstadion, Tel Aviv Toeschouwers: 7.000 Scheidsrechter: Gianfranco Menegali (ITA) |

|                                                                      |                  |       |                        |                                                                                     |
| 3 maart Vriendschappelijk № 152 «onderlinge duels» 17:30 uur (UTC+2) | Israël           | 1 – 1 | Noord-Ierland          | Bloomfieldstadion, Tel Aviv Toeschouwers: 8.000 Scheidsrechter: Werner Spiegl (AUT) |
| 3 maart Vriendschappelijk № 152 «onderlinge duels» 17:30 uur (UTC+2) | Gideon Damti 36' |       | 58' (e.d.) Avraham Lev | Bloomfieldstadion, Tel Aviv Toeschouwers: 8.000 Scheidsrechter: Werner Spiegl (AUT) |

|                                                                                                 |       |                                               |        |                                                                              |
| 31 maart Olympisch kwalificatietoernooi voetbal 1976 № 153 «onderlinge duels» 14:30 uur (UTC+9) | Japan | 0 – 3                                         | Israël | Seoulstadion, Seoel Toeschouwers: 20.000 Scheidsrechter: Koh Guan Kiat (MAS) |
| 31 maart Olympisch kwalificatietoernooi voetbal 1976 № 153 «onderlinge duels» 14:30 uur (UTC+9) |       | 9' Gideon Damti 17' Vicky Peretz 62' Yaron Oz |        | Seoulstadion, Seoel Toeschouwers: 20.000 Scheidsrechter: Koh Guan Kiat (MAS) |

|                                                                              |            |       |                                                        |                                                                                       |
| 4 april Olympisch kwalificatietoernooi voetbal 1976 № 154 «onderlinge duels» | Zuid-Korea | 1 – 3 | Israël                                                 | Seoulstadion, Seoel Toeschouwers: 35.000 Scheidsrechter: Harpajan Singh Dhillon (SIN) |
| 4 april Olympisch kwalificatietoernooi voetbal 1976 № 154 «onderlinge duels» | ?          |       | 20' Moshe Schweitzer 51' Gideon Damti 73' Gideon Damti | Seoulstadion, Seoel Toeschouwers: 35.000 Scheidsrechter: Harpajan Singh Dhillon (SIN) |

|                                                                                                 |                                                                             |       |       |                                                                                       |
| 11 april Olympisch kwalificatietoernooi voetbal 1976 № 155 «onderlinge duels» 16:00 uur (UTC+2) | Israël                                                                      | 4 – 1 | Japan | Ramat Ganstadion, Ramat Gan Toeschouwers: 35.000 Scheidsrechter: Sergio Gonella (ITA) |
| 11 april Olympisch kwalificatietoernooi voetbal 1976 № 155 «onderlinge duels» 16:00 uur (UTC+2) | Moshe Schweitzer 8' Gideon Damti 19' Itzhak Shum 53' Itzhak Shum 73' (pen.) |       | ?     | Ramat Ganstadion, Ramat Gan Toeschouwers: 35.000 Scheidsrechter: Sergio Gonella (ITA) |

|                                                                                                 |        |       |            |                                                                                       |
| 28 april Olympisch kwalificatietoernooi voetbal 1976 № 156 «onderlinge duels» 16:15 uur (UTC+2) | Israël | 0 – 0 | Zuid-Korea | Ramat Ganstadion, Ramat Gan Toeschouwers: 22.000 Scheidsrechter: Erich Linemayr (AUT) |
| 28 april Olympisch kwalificatietoernooi voetbal 1976 № 156 «onderlinge duels» 16:15 uur (UTC+2) |        |       |            | Ramat Ganstadion, Ramat Gan Toeschouwers: 22.000 Scheidsrechter: Erich Linemayr (AUT) |

| Olympische Spelen 1976 |
| ---------------------- |

|                                                                              |           |       |        |                                                                                    |
| 19 juli Olympische Spelen Groep B № 157 «onderlinge duels» 18:00 uur (UTC−4) | Guatemala | 0 – 0 | Israël | Varsity Stadium, Toronto Toeschouwers: 9.500 Scheidsrechter: Vladimir Rudnev (URS) |
| 19 juli Olympische Spelen Groep B № 157 «onderlinge duels» 18:00 uur (UTC−4) |           |       |        | Varsity Stadium, Toronto Toeschouwers: 9.500 Scheidsrechter: Vladimir Rudnev (URS) |

|                                                                              |                                     |       |                                     |                                                                                           |
| 21 juli Olympische Spelen Groep B № 158 «onderlinge duels» 16:00 uur (UTC−4) | Mexico                              | 2 – 2 | Israël                              | Olympisch Stadion, Montréal Toeschouwers: 28.124 Scheidsrechter: Alberto Michelotti (ITA) |
| 21 juli Olympische Spelen Groep B № 158 «onderlinge duels» 16:00 uur (UTC−4) | Víctor Rangel 19' Víctor Rangel 44' |       | 51' Yaron Oz 55' (pen.) Itzhak Shum | Olympisch Stadion, Montréal Toeschouwers: 28.124 Scheidsrechter: Alberto Michelotti (ITA) |

|                                                                              |                           |       |                  |                                                                                      |
| 23 juli Olympische Spelen Groep B № 159 «onderlinge duels» 21:00 uur (UTC−4) | Frankrijk                 | 1 – 1 | Israël           | Olympisch Stadion, Montréal Toeschouwers: 33.639 Scheidsrechter: Ramón Barreto (URU) |
| 23 juli Olympische Spelen Groep B № 159 «onderlinge duels» 21:00 uur (UTC−4) | Michel Platini 80' (pen.) |       | 75' Vicky Peretz | Olympisch Stadion, Montréal Toeschouwers: 33.639 Scheidsrechter: Ramón Barreto (URU) |

|                                                                                  |                                             |       |                  |                                                                                    |
| 25 juli Olympische Spelen Kwartfinale № 160 «onderlinge duels» 16:00 uur (UTC−4) | Brazilië                                    | 4 – 1 | Israël           | Varsity Stadium, Toronto Toeschouwers: 18.601 Scheidsrechter: Károly Palotai (HUN) |
| 25 juli Olympische Spelen Kwartfinale № 160 «onderlinge duels» 16:00 uur (UTC−4) | Jarbas 56', 74' Erivélto 72' Léo Júnior 88' |       | 80' Vicky Peretz | Varsity Stadium, Toronto Toeschouwers: 18.601 Scheidsrechter: Károly Palotai (HUN) |

|  |  |  |  |  |  |  |  |  |

|                                                                           |             |                |        |                                                                                 |
| 22 september Vriendschappelijk № 161 «onderlinge duels» 17:00 uur (UTC+3) | Griekenland | 0 – 1          | Israël | Panachaikistadion, Patras Toeschouwers: 5.000 Scheidsrechter: Miloš Čajić (YUG) |
| 22 september Vriendschappelijk № 161 «onderlinge duels» 17:00 uur (UTC+3) |             | 58' Beni Tabak |        | Panachaikistadion, Patras Toeschouwers: 5.000 Scheidsrechter: Miloš Čajić (YUG) |

|                                                                         |                  |       |                  |                                                                                    |
| 3 november Vriendschappelijk № 162 «onderlinge duels» 16:45 uur (UTC+2) | Israël           | 1 – 1 | Australië        | Ramat Ganstadion, Ramat Gan Toeschouwers: 6.000 Scheidsrechter: René Mathieu (SUI) |
| 3 november Vriendschappelijk № 162 «onderlinge duels» 16:45 uur (UTC+2) | Gideon Damti 42' |       | 43' Gideon Damti | Ramat Ganstadion, Ramat Gan Toeschouwers: 6.000 Scheidsrechter: René Mathieu (SUI) |

|                                                                          |                  |       |                                                           |                                                                                     |
| 15 december Vriendschappelijk № 163 «onderlinge duels» 16:45 uur (UTC+2) | Israël           | 1 – 3 | Oostenrijk                                                | Ramat Ganstadion, Ramat Gan Toeschouwers: 8.000 Scheidsrechter: Shimon Shogeg (ISR) |
| 15 december Vriendschappelijk № 163 «onderlinge duels» 16:45 uur (UTC+2) | Vicky Peretz 25' |       | 37' Herbert Prohaska 38' Walter Schachner 55' Hans Krankl | Ramat Ganstadion, Ramat Gan Toeschouwers: 8.000 Scheidsrechter: Shimon Shogeg (ISR) |

|                                                                          |        |       |                |                                                                                    |
| 29 december Vriendschappelijk № 164 «onderlinge duels» 16:45 uur (UTC+2) | Israël | 0 – 1 | West-Duitsland | Ramat Ganstadion, Ramat Gan Toeschouwers: 3.500 Scheidsrechter: Otto Anderco (ROU) |
| 29 december Vriendschappelijk № 164 «onderlinge duels» 16:45 uur (UTC+2) |        | ?     |                | Ramat Ganstadion, Ramat Gan Toeschouwers: 3.500 Scheidsrechter: Otto Anderco (ROU) |

### 1977
|                                                                         |                      |       |                  |                                                                                   |
| 26 januari Vriendschappelijk № 165 «onderlinge duels» 16:45 uur (UTC+2) | Israël               | 1 – 1 | Griekenland      | Ramat Ganstadion, Ramat Gan Toeschouwers: 7.000 Scheidsrechter: Jan Redelfs (FRG) |
| 26 januari Vriendschappelijk № 165 «onderlinge duels» 16:45 uur (UTC+2) | Moshe Schweitzer 13' |       | 1' Elias Galakos | Ramat Ganstadion, Ramat Gan Toeschouwers: 7.000 Scheidsrechter: Jan Redelfs (FRG) |

|                                                       |          |       |                                                     |                                                                                         |
| 9 februari Vriendschappelijk № 166 «onderlinge duels» | Thailand | 3 – 3 | Israël                                              | Suphachalasaistadion, Bangkok Toeschouwers: 7.000 Scheidsrechter: Udom Anataphong (THA) |
| 9 februari Vriendschappelijk № 166 «onderlinge duels» | ?        |       | 31' Vicky Peretz 36' Uri Malmilian 88' Oded Machnes | Suphachalasaistadion, Bangkok Toeschouwers: 7.000 Scheidsrechter: Udom Anataphong (THA) |

|                                                                           |                    |       |                  |                                                                                 |
| 12 februari Vriendschappelijk № 167 «onderlinge duels» 20:15 uur (UTC+11) | Australië          | 1 – 1 | Israël           | Olympic Park, Melbourne Toeschouwers: 8.000 Scheidsrechter: Barry Harwood (AUS) |
| 12 februari Vriendschappelijk № 167 «onderlinge duels» 20:15 uur (UTC+11) | Peter Ollerton 59' |       | 10' Gideon Damti | Olympic Park, Melbourne Toeschouwers: 8.000 Scheidsrechter: Barry Harwood (AUS) |

|                                                                           |                  |       |                      |                                                                                     |
| 16 februari Vriendschappelijk № 168 «onderlinge duels» 20:30 uur (UTC+11) | Australië        | 1 – 1 | Israël               | Sydney Sports Ground, Sydney Toeschouwers: 6.900 Scheidsrechter: Don Campbell (AUS) |
| 16 februari Vriendschappelijk № 168 «onderlinge duels» 20:30 uur (UTC+11) | Agenor Muniz 59' |       | 72' Moshe Schweitzer | Sydney Sports Ground, Sydney Toeschouwers: 6.900 Scheidsrechter: Don Campbell (AUS) |

|                                                                             |        |       |            |                                                                                       |
| 27 februari WK 1978 kwalificatie № 169 «onderlinge duels» 15:30 uur (UTC+2) | Israël | 0 – 0 | Zuid-Korea | Ramat Ganstadion, Ramat Gan Toeschouwers: 24.400 Scheidsrechter: Brian McGinlay (SCO) |
| 27 februari WK 1978 kwalificatie № 169 «onderlinge duels» 15:30 uur (UTC+2) |        |       |            | Ramat Ganstadion, Ramat Gan Toeschouwers: 24.400 Scheidsrechter: Brian McGinlay (SCO) |

|                                                                         |                               |       |       |                                                                                         |
| 6 maart WK 1978 kwalificatie № 170 «onderlinge duels» 15:30 uur (UTC+2) | Israël                        | 2 – 0 | Japan | Ramat Ganstadion, Ramat Gan Toeschouwers: 9.300 Scheidsrechter: Michel Kitabdjian (FRA) |
| 6 maart WK 1978 kwalificatie № 170 «onderlinge duels» 15:30 uur (UTC+2) | Oded Machnes 43' Haim Bar 57' |       |       | Ramat Ganstadion, Ramat Gan Toeschouwers: 9.300 Scheidsrechter: Michel Kitabdjian (FRA) |

|                                                                          |       |                                  |        |                                                                                        |
| 10 maart WK 1978 kwalificatie № 171 «onderlinge duels» 15:30 uur (UTC+2) | Japan | 0 – 2                            | Israël | Ramat Ganstadion, Ramat Gan Toeschouwers: 7.300 Scheidsrechter: Achille Verbecke (FRA) |
| 10 maart WK 1978 kwalificatie № 171 «onderlinge duels» 15:30 uur (UTC+2) |       | 4' Oded Machnes 52' Vicky Peretz |        | Ramat Ganstadion, Ramat Gan Toeschouwers: 7.300 Scheidsrechter: Achille Verbecke (FRA) |

|                                                        |                                                    |       |               |                                                                              |
| 20 maart WK 1978 kwalificatie № 172 «onderlinge duels» | Zuid-Korea                                         | 3 – 1 | Israël        | Seoulstadion, Seoel Toeschouwers: 38.718 Scheidsrechter: Koh Guan Kiat (MAS) |
| 20 maart WK 1978 kwalificatie № 172 «onderlinge duels» | Cha Bum-kun 23' Park Sang-in 86' Choi Jong-duk 88' |       | 76' Malmilian | Seoulstadion, Seoel Toeschouwers: 38.718 Scheidsrechter: Koh Guan Kiat (MAS) |

### 1978
|                                                                         |                                 |       |            |                                                                                   |
| 8 februari Vriendschappelijk № 173 «onderlinge duels» 16:00 uur (UTC+2) | Israël                          | 2 – 0 | Denemarken | Bloomfieldstadion, Tel Aviv Toeschouwers: 3.000 Scheidsrechter: Jean Dubach (SUI) |
| 8 februari Vriendschappelijk № 173 «onderlinge duels» 16:00 uur (UTC+2) | Jacob Cohen 45' Gad Machnes 49' |       |            | Bloomfieldstadion, Tel Aviv Toeschouwers: 3.000 Scheidsrechter: Jean Dubach (SUI) |

|                                                                          |                  |       |                                        |                                                                                     |
| 22 februari Vriendschappelijk № 365 «onderlinge duels» 16:00 uur (UTC+2) | Israël           | 1 – 2 | Nederland                              | Ramat Ganstadion, Ramat Gan Toeschouwers: 24.000 Scheidsrechter: Peter Scherz (SUI) |
| 22 februari Vriendschappelijk № 365 «onderlinge duels» 16:00 uur (UTC+2) | Vicky Peretz 41' |       | 31' Rob Rensenbrink 65' Tscheu La Ling | Ramat Ganstadion, Ramat Gan Toeschouwers: 24.000 Scheidsrechter: Peter Scherz (SUI) |

|                                                                       |                                    |       |           |                                                                                  |
| 18 april Vriendschappelijk № 175 «onderlinge duels» 16:00 uur (UTC+2) | Israël                             | 2 – 0 | Nederland | Jud Alef Stadion, Asjdod Toeschouwers: 1.000 Scheidsrechter: Shimon Shogeg (ISR) |
| 18 april Vriendschappelijk № 175 «onderlinge duels» 16:00 uur (UTC+2) | Shalom Avitan 9' Shalom Avitan 45' |       |           | Jud Alef Stadion, Asjdod Toeschouwers: 1.000 Scheidsrechter: Shimon Shogeg (ISR) |

|                                                                          |                  |       |        |                                                                                           |
| 15 november Vriendschappelijk № 176 «onderlinge duels» 18:00 uur (UTC+2) | Israël           | 1 – 0 | België | Bloomfieldstadion, Tel Aviv Toeschouwers: 12.000 Scheidsrechter: Dimitris Sarakinos (GRE) |
| 15 november Vriendschappelijk № 176 «onderlinge duels» 18:00 uur (UTC+2) | Vicky Peretz 57' |       |        | Bloomfieldstadion, Tel Aviv Toeschouwers: 12.000 Scheidsrechter: Dimitris Sarakinos (GRE) |

|                                                                          |                   |       |                     |                                                                                    |
| 19 december Vriendschappelijk № 177 «onderlinge duels» 17:00 uur (UTC+2) | Israël            | 1 – 1 | Roemenië            | Bloomfieldstadion, Tel Aviv Toeschouwers: 7.000 Scheidsrechter: Franz Latzin (AUT) |
| 19 december Vriendschappelijk № 177 «onderlinge duels» 17:00 uur (UTC+2) | Uri Malmilian 54' |       | 77' Constantin Stan | Bloomfieldstadion, Tel Aviv Toeschouwers: 7.000 Scheidsrechter: Franz Latzin (AUT) |

### 1979
|                                                                         |        |                     |            |                                                                                          |
| 30 januari Vriendschappelijk № 432 «onderlinge duels» 17:00 uur (UTC+2) | Israël | 0 – 1               | Oostenrijk | Bloomfieldstadion, Tel Aviv Toeschouwers: 6.000 Scheidsrechter: António Porém Luís (POR) |
| 30 januari Vriendschappelijk № 432 «onderlinge duels» 17:00 uur (UTC+2) |        | 55' Franz Oberacher |            | Bloomfieldstadion, Tel Aviv Toeschouwers: 6.000 Scheidsrechter: António Porém Luís (POR) |

|                                                                          |                                                                           |       |                       |                                                                                        |
| 14 februari Vriendschappelijk № 179 «onderlinge duels» 15:00 uur (UTC+2) | Israël                                                                    | 4 – 1 | Griekenland           | Ramat Ganstadion, Ramat Gan Toeschouwers: 5.369 Scheidsrechter: Toros Kibritjian (USA) |
| 14 februari Vriendschappelijk № 179 «onderlinge duels» 15:00 uur (UTC+2) | Itzhak Shum 21' (pen.) Vicky Peretz 29' Vicky Peretz 41' Vicky Peretz 80' |       | 30' Giorgos Delikaris | Ramat Ganstadion, Ramat Gan Toeschouwers: 5.369 Scheidsrechter: Toros Kibritjian (USA) |

|                                                                                                 |        |       |        |                                                                                     |
| 28 maart Olympisch kwalificatietoernooi voetbal 1980 № 180 «onderlinge duels» 15:45 uur (UTC+2) | Israël | 0 – 2 | België | Bloomfieldstadion, Tel Aviv Toeschouwers: 17.000 Scheidsrechter: Otto Anderco (ROU) |
| 28 maart Olympisch kwalificatietoernooi voetbal 1980 № 180 «onderlinge duels» 15:45 uur (UTC+2) |        | ?     |        | Bloomfieldstadion, Tel Aviv Toeschouwers: 17.000 Scheidsrechter: Otto Anderco (ROU) |

|                                                                                              |        |       |                |                                                                                      |
| 9 mei Olympisch kwalificatietoernooi voetbal 1980 № 181 «onderlinge duels» 21:00 uur (UTC+2) | Spanje | 1 – 1 | Israël         | Estadio La Condomina, Murcia Toeschouwers: 20.000 Scheidsrechter: John Hunting (ENG) |
| 9 mei Olympisch kwalificatietoernooi voetbal 1980 № 181 «onderlinge duels» 21:00 uur (UTC+2) | ?      |       | 11' Beni Tabak | Estadio La Condomina, Murcia Toeschouwers: 20.000 Scheidsrechter: John Hunting (ENG) |

| |        |       |        |                                                                                        |
| 26 september Olympisch kwalificatietoernooi voetbal 1980 № 182 «onderlinge duels» 17:00 uur (UTC+2) | Israël | 0 – 3 | Spanje | Ramat Ganstadion, Ramat Gan Toeschouwers: 25.000 Scheidsrechter: Horst Brummeier (AUT) |
| 26 september Olympisch kwalificatietoernooi voetbal 1980 № 182 «onderlinge duels» 17:00 uur (UTC+2) |        | ?     |        | Ramat Ganstadion, Ramat Gan Toeschouwers: 25.000 Scheidsrechter: Horst Brummeier (AUT) |

|                                                                                                  |           |       |                                                                 |                                                                              |
| 4 oktober Olympisch kwalificatietoernooi voetbal 1980 № 183 «onderlinge duels» 20:00 uur (UTC+1) | Nederland | 3 – 4 | Israël                                                          | Stadion Meerdijk, Emmen Toeschouwers: 2.500 Scheidsrechter: Rolf Nyhus (NOR) |
| 4 oktober Olympisch kwalificatietoernooi voetbal 1980 № 183 «onderlinge duels» 20:00 uur (UTC+1) | ?         |       | 72' Gideon Damti 77' (e.d.) ? 86' Vicky Peretz 89' Gideon Damti | Stadion Meerdijk, Emmen Toeschouwers: 2.500 Scheidsrechter: Rolf Nyhus (NOR) |

|                                                                                                   |        |       |        |                                                                                     |
| 10 oktober Olympisch kwalificatietoernooi voetbal 1980 № 184 «onderlinge duels» 20:00 uur (UTC+1) | België | 0 – 0 | Israël | Joseph Marienstadion, Vorst Toeschouwers: 3.000 Scheidsrechter: Paddy Mulhall (IRL) |
| 10 oktober Olympisch kwalificatietoernooi voetbal 1980 № 184 «onderlinge duels» 20:00 uur (UTC+1) |        |       |        | Joseph Marienstadion, Vorst Toeschouwers: 3.000 Scheidsrechter: Paddy Mulhall (IRL) |

|                                                                                                   |                  |       |           |                                                                                              |
| 31 oktober Olympisch kwalificatietoernooi voetbal 1980 № 185 «onderlinge duels» 14:30 uur (UTC+2) | Israël           | 1 – 1 | Nederland | Vasermilstadion, Beër Sjeva Toeschouwers: 2.000 Scheidsrechter: Stefanos Hatzistefanou (CYP) |
| 31 oktober Olympisch kwalificatietoernooi voetbal 1980 № 185 «onderlinge duels» 14:30 uur (UTC+2) | Gideon Damti 69' |       | ?         | Vasermilstadion, Beër Sjeva Toeschouwers: 2.000 Scheidsrechter: Stefanos Hatzistefanou (CYP) |

CONMEBOL: Colombia · Ecuador

UEFA: Albanië · België · Bulgarije · Cyprus · Denemarken · West-Duitsland · Duitse Democratische Republiek · Engeland · Finland · Frankrijk · Griekenland · Hongarije · IJsland · Ierland · Italië · Joegoslavië · Luxemburg · Malta · Nederland · Noord-Ierland · Noorwegen · Oostenrijk · Polen · Portugal · Roemenië · Schotland ·  Sovjet-Unie ·  Spanje · Tsjecho-Slowakije · Turkije · Wales ·  Zweden · Zwitserland

CAF: Madagaskar AFC: Israël

IFA · A-internationals · Bondscoaches · Statistieken · Israëlisch vrouwenelftal · Olympisch elftal · Israël U21 · Israël U20 · Israël U19 · Israël U18 · Israël U17 · Israël U16
1934 – 1939 · 
1940 – 1949 · 
1950 – 1959 · 
1960 – 1969 · 
1970 – 1979 · 
1980 – 1989 · 
1990 – 1999 · 
2000 – 2009 · 
2010 – 2019 ·
2020 − 2029
WK 1970
1934 · 
1935–1937 · 
1938 · 
1939 · 
1948 · 
1941–1947 · 
1948 · 
1949 · 
1950 · 
1951–1952 · 
1953 · 
1954 · 
1955 · 
1956 · 
1957 · 
1958 · 
1959 · 
1960 · 
1961 · 
1962 · 
1963 · 
1964 · 
1965 · 
1966 · 
1967 · 
1968 · 
1969 · 
1970 · 
1971 · 
1972 · 
1973 · 
1974 · 
1975 · 
1976 · 
1977 · 
1978 · 
1979 · 
1980 · 
1981 · 
1982 · 
1983 · 
1984 · 
1985 · 
1986 · 
1987 · 
1988 · 
1989 · 
1990 · 
1991 · 
1992 · 
1993 · 
1994 · 
1995 · 
1996 · 
1997 · 
1998 · 
1999 · 
2000 · 
2001 · 
2002 · 
2003 · 
2004 · 
2005 · 
2006 · 
2007 · 
2008 · 
2009 · 
2010 · 
2011 · 
2012 · 
2013 · 
2014 · 
2015 ·
2016 ·
2017 ·
2018 ·
2019 ·
2020 ·
2021 ·
2022 ·
2023
Albanië · 
Andorra ·
Argentinië ·
Armenië ·
Australië ·
Azerbeidzjan ·
België ·
Bosnië en Herzegovina ·
Brazilië ·
Bulgarije ·
Chili ·
Colombia ·
Cyprus ·
Denemarken ·
Duitsland ·
Engeland ·
Estland ·
Ethiopië ·
Faeröer ·
Filipijnen ·
Finland ·
Frankrijk ·
Georgië ·
GOS ·
Griekenland ·
Guatemala ·
Honduras ·
Hongarije ·
Hongkong ·
Ierland ·
IJsland ·
India ·
Iran ·
Italië ·
Ivoorkust ·
Japan ·
Joegoslavië ·
Kosovo ·
Kroatië ·
Letland ·
Liechtenstein ·
Litouwen ·
Luxemburg ·
Maleisië ·
Malta ·
Mexico ·
Moldavië ·
Montenegro ·
Myanmar ·
Nederland ·
Nieuw-Zeeland ·
Noord-Ierland ·
Noord-Macedonië ·
Noorwegen ·
Oekraïne ·
Oezbekistan ·
Oostenrijk ·
Pakistan ·
Polen ·
Portugal ·
Roemenië ·
Rusland ·
San Marino ·
Schotland ·
Servië ·
Singapore ·
Slovenië ·
Slowakije ·
Sovjet-Unie ·
Spanje ·
Taiwan ·
Thailand ·
Tsjechië ·
Turkije ·
Uruguay ·
Verenigde Staten ·
Wales ·
Wit-Rusland ·
Zambia ·
Zuid-Afrika ·
Zuid-Korea ·
Zuid-Vietnam ·
Zweden ·
Zwitserland